# Nemytskii-Operator
Der Nemytskii- oder Überlagerungsoperator ist in der Mathematik ein nichtlinearer Operator, welcher beim Studium von Differential- und Integralgleichungen auftritt. Er besitzt viele günstige Eigenschaften, zum Beispiel erhält er Stetigkeit und bildet beschränkte Mengen wieder auf beschränkte Mengen ab. Benannt ist er nach dem russischen Mathematiker Wiktor Wladimirowitsch Nemyzki.

## Motivation und Definition
Betrachtet man eine gewöhnliche Differentialgleichung der Form
{\displaystyle {\frac {dx}{dt}}(t)=f(t,x(t))}
mit Funktionen {\displaystyle x:\mathbb {R} \to \mathbb {R} ^{n}}, {\displaystyle t\mapsto x(t)} und {\displaystyle f:\mathbb {R} \times \mathbb {R} ^{n}\to \mathbb {R} ^{n}}, {\displaystyle (t,x)\mapsto f(t,x)}, so kann man diese mithilfe des von {\displaystyle f} induzierten Nemytskii-Operators 
{\displaystyle N_{f}:{\text{Abb}}(\mathbb {R} ,\mathbb {R} ^{n})\to {\text{Abb}}(\mathbb {R} ,\mathbb {R} ^{n})}, {\displaystyle x\mapsto f(\cdot ,x(\cdot ))}
als Operatorgleichung auffassen: 
{\displaystyle {\frac {dx}{dt}}=N_{f}x}
Diese lässt sich dann mit den Mitteln der Funktionalanalysis und Operatortheorie untersuchen. 
Hat man allgemein eine Abbildung {\displaystyle f:T\times X\to Y}, wobei {\displaystyle X,Y} offene Teilmengen von Banachräumen {\displaystyle E,F} sind und {\displaystyle T} ein kompakter metrischer Raum ist, definiert man den von {\displaystyle f} induzierten Nemytskii-Operator durch
{\displaystyle N_{f}:{\text{Abb}}(T,X)\to {\text{Abb}}(T,Y)}, {\displaystyle x\mapsto f(\cdot ,x(\cdot ))}.
Die Bedingungen an die Mengen {\displaystyle X,Y} und {\displaystyle T} sind so gewählt, dass {\displaystyle N_{f}} die eingangs behaupteten Eigenschaften besitzt.
Abgesehen von Differentialgleichungen, lassen sich mithilfe des Nemytskii-Operators auch Integraloperatoren und -gleichungen studieren. Formuliert man zum Beispiel Parameterintegrale mit dem Nemytskii-Operator, so sieht man, dass deren Differenzierbarkeit eine Folge der Kettenregel für die Fréchet-Ableitung ist. Verkettungen von (linearen) Integral- mit Nemytskii-Operatoren werden auch Hammerstein-Operatoren genannt.